# Dictyna meditata
Dictyna meditata är en spindelart som beskrevs av Willis J. Gertsch 1936. Dictyna meditata ingår i släktet Dictyna och familjen kardarspindlar. Inga underarter finns listade i Catalogue of Life.